# Laura Ingraham
Pour les articles homonymes, voir Ingraham.
Laura Ingraham, née le 19 juin 1963 à Glastonbury (Connecticut) est une polémiste, journaliste et animatrice de radio américaine.
Elle présente une émission diffusée à l'échelle nationale, The Laura Ingraham Show, sur Talk Radio Network. Elle intervient également à l'émission The O'Reilly Factor, sur Fox News Channel.
Elle est connue pour ses positions de droite,,, et conservatrices,.

## Biographie
Laura Ingraham naît et grandit dans une famille issue de la classe moyenne à Glastonbury (Connecticut). Elle obtient son diplôme à l'école secondaire de la ville, en 1981. Son frère, Curtis Ingraham, décrit dans une interview, une ambiance familiale toxique (père abusif et alcoolique, sympathisant nazi avéré) qui aurait pu influencer le parcours politique et médiatique de sa sœur vers l'extrême-droite.
En 1985, elle est diplômée d'un bachelor au Dartmouth College et en 1991 d'un Juris doctor (JD) à l'université de Virginie. À Dartmouth, elle travaille au journal indépendant et conservateur, The Dartmouth Review (en) ; lors de sa dernière année, elle en devient la rédactrice en chef, première femme à y accéder.
Sous sa direction, le journal publie les noms de membres d'une association gay, dont un des membres se suicidera après la parution de l'article.
Pendant les années 1980, elle travaille au sein de l'administration du président Ronald Reagan, rédigeant les discours du conseiller en politique intérieure. Elle a également été brièvement rédactrice en chef de The Prospect, un magazine publié par d'anciens élèves de Princeton. Après avoir obtenu son doctorat en 1991, elle travaille comme stagiaire en droit pour le juge Ralph K. Winter, Jr., de la Cour d'appel du deuxième circuit, à New York et par la suite effectue un stage auprès du juge de la Cour suprême américaine, Clarence Thomas. Elle a ensuite travaillé comme avocate à New York au sein du cabinet Skadden, Arps, Slate, Meagher & Flom.
Laura Ingraham a deux fois été animatrice de télévision sur le câble. Dans les années 1990, elle est journaliste sur CBS et présente l’émission Watch It!. En 2008, elle devient un temps présentatrice sur Fox News Channel ; elle intervient depuis également dans l'émission The O'Reilly Factor, sur Fox News Channel. En avril 2001, elle lance l'émission de radio The Laura Ingraham Show, diffusée sur 306 stations et sur la radio satellite XM.
Elle est connue pour ses positions conservatrices, anti-communistes et opposées au Parti démocrate.

### Vie privée
Convertie au catholicisme, elle adopte en mai 2008, une petite fille guatémaltèque, qu'elle prénomme Maria Caroline. En juillet 2009, elle adopte un garçon de 13 mois, Michael Dmitri, et deux ans plus tard, en juin 2011, un autre, de 13 mois également, Nikolai Peter. Les deux garçons viennent de Russie, un pays dans lequel Laura Ingraham a vécu.

## Ouvrages
- 2000 : The Hillary Trap: Looking for Power in All the Wrong Places
- 2003 : Shut Up & Sing: How Elites from Hollywood,Politics, and the Media are Subverting America
- 2007 : Power to the People
- 2010 : The Obama Diaries